# Escafòpodes
Els escafòpodes (Scaphopoda, gr. skaphe, "vaixell" i podos, "peu") constitueixen una classe de mol·luscs marins que presenten una mida compresa entre els
Els escafòpodes són molt allargats, amb una longitud que oscil·la dels 4 mm i els 25 cm, tot i que la majoria es troben entre 2 i 5 cm. No tenen un cap diferenciat. Tenen un mantell cilíndric que envolta el cos, i la conquilla és un cilindre obert pels dos extrems. Viuen enterrats cap per avall en sediments tous de tots els oceans, des d’uns metres de fondària fins a les fosses abissals; a l'extrem superior (posterior anatòmicament), que sobresurt del sediment, hi desemboca l'anus i a la part inferior (anterior) hi ha la boca i hi sobresurt el peu excavador.
Les dades moleculars suggereixen que els escafòpodes són el grup germà dels cefalòpodes, tot i que la filogènia dels mol·luscs a un nivell més elevat encara està sense resoldre.

## Morfologia

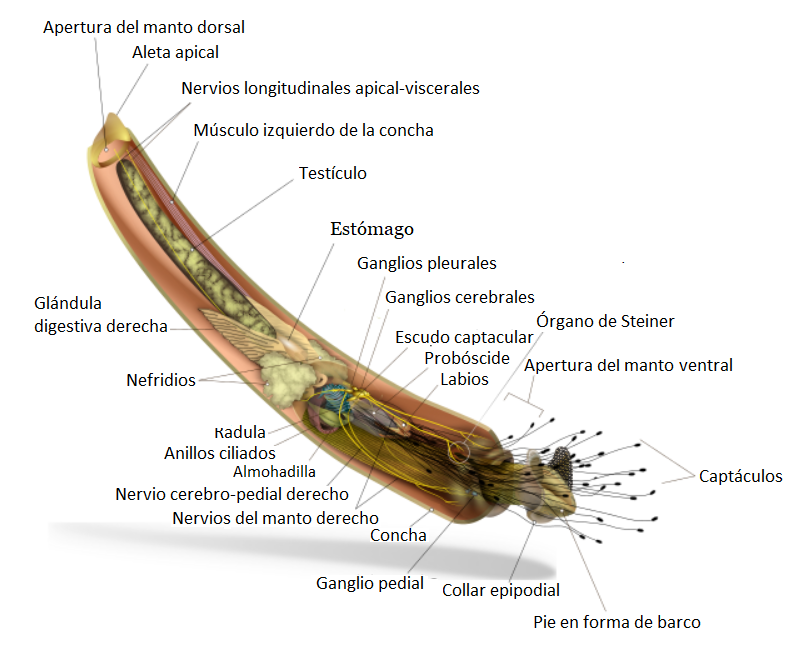
Anatomia d'un escafòpode.

Els escafòpodes tenen, al voltant de la boca, dos tentacles ciliats, ramificats i contràctils amb els extrems dilatats; són sensitius i prènsils. El mantell és cilíndric i envolta el cos; és contràctil a l'extrem anterior. La conquilla és un cilindre obert pels dos extrems. El peu és llarg i eixamplat distalment i sobresurt per la part inferior (anterior); gràcies a les seves contraccions musculars l'animal excava en el sediment tou. No tenen brànquies i la respiració es realitza a través de la paret del mantell. Al voltant de la boca tenen dos tentacles ramificats que arrosseguen les partícules d’aliment, normalment foraminífers intersticials del sediment. La ràdula té normalment 18 fileres transversals, cadascuna amb 5 denticles aplanats. L'aparell circulatori consta d’un cor poc diferenciat, i una xarxa de canals estrets i llacunes amples entorn dels òrgans principals. Tenen una sola gònada. L'aparell excretor està format per dos sacs que s'obren a banda i banda de l'anus.

## Reproducció
Els escafòpodes tenen sexes separats. La fecundació és externa i origina una larva pericalimma (com en els poliplacòfors), que es transforma en una vèliger, amb una conquilla bivalva (com en els bivalves); pateix una metamorfosi en la qual les dues valves es fusionen i el cos s'allarga, i el peu que adopta finalment la forma típica de la classe.

## Taxonomia
La classe Scaphopoda inclou 576 espècies en dos ordres:
Ordre Dentaliida
- Família Anulidentaliidae Chistikov, 1975
- Família Calliodentaliidae Chistikov, 1975
- Família Dentaliidae Children, 1834
- Família Fustiariidae Steiner, 1991
- Família Gadilinidae Chistikov, 1975
- Família Laevidentaliidae Palmer, 1974
- Família Omniglyptidae Chistikov, 1975
- Família Rhabdidae Chistikov, 1975

Ordre Gadilida
- Subordre Entalimorpha
  - Família Entalinidae Chistikov, 1979
- Subordre Gadilimorpha
  - Família Gadilidae Stoliczka, 1868
  - Família Pulsellidae Boss, 1982
  - Família Wemersoniellidae Scarabino, 1986